# Barbara Ruick
Barbara Ruick (23 de diciembre de 1930 - 3 de marzo de 1974) fue una actriz y cantante estadounidense.

## Primeros años
Nacida en Pasadena (California), sus padres eran los actores Lurene Tuttle y Melville Ruick. Creció interpretando escenas con muñecas, y usando a su madre como público. Estudió en la Theodore Roosevelt High School de Los Ángeles, en la Burbank High School, y en la North Hollywood High School. En el instituto hizo poca actuación, pero a los catorce años se sumó a la banda de la escuela, cantando en bailes y actos benéficos.

## Carrera

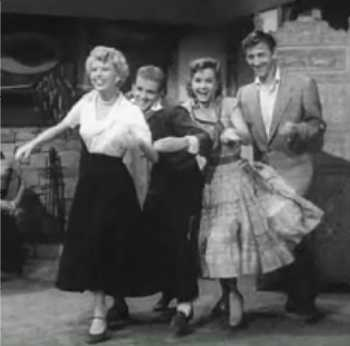
Barbara Ruick con Bob Fosse, Debbie Reynolds y Bobby Van en la comedia musical The Affairs of Dobie Gillis (1953).

Antes de firmar un contrato con los estudios MGM, consiguió el éxito en el medio radiofónico. Así, participó en la versión original de la serie radiofónica Dragnet. Además, grabó varias canciones para MGM Records.
En la década de 1950 protagonizó, como Kay, el primer LP grabado con las canciones del musical de 1926 de George Gershwin y Ira Gershwin Oh, Kay!. Se trataba de una grabación en estudio lanzada por Columbia Records, y dirigida por Lehman Engel.
A la búsqueda de trabajo interpretativo, se vio forzada a viajar a la ciudad de Nueva York, donde no era tan relacionada con su madre, actriz de prestigio. Consiguió un trabajo en Hollywood Screen Test, un programa televisivo de búsqueda de talentos emitido por ABC entre 1948 y 1953. Ruick actuó en el programa Kraft Television Theatre, así como en diversos seriales televisivos y en The College Bowl (1950), producción presentada por Chico Marx. También participó durante quince semanas en el show de Jerry Colonna, y en 1955 intervino con regularidad en The Johnny Carson Show. Además de todo ello, Ruick rodó episodios de las series The Millionaire (1957), Public Defender (1954), Brothers Brannigan (1960), The 20th Century Fox Hour (1956) y Climax! (1955).
Para el cine, Ruick interpretó pequeños papeles en sus primeros cuatro filmes, entre ellos The Band Wagon (1953), pasando después a hacer papeles de reparto. Entre sus interpretaciones más recordadas está el papel de Carrie Pipperidge en la versión filmada del musical de Richard Rodgers y Oscar Hammerstein II Carousel (1956), destacando su interpretación de "When I Marry Mr. Snow", y el papel de Esmeralda en la versión televisiva de 1965 de Cinderella.

## Vida personal
Ruick se casó con el actor Robert Horton en Las Vegas, Nevada, el 22 de agosto de 1953. La pareja se divorció en 1955. Posteriormente se casó con el compositor cinematográfico John Williams, permaneciendo juntos hasta el fallecimiento de ella. Tras esta boda, Ruick hizo pocas actuaciones para el cine. Tuvieron tres hijos: Jennifer (1956), Mark (1958), y Joseph Williams (1960).
Bárbara Ruick falleció en 1974 en Reno (Nevada) a causa de una hemorragia cerebral mientras preparaba su última actuación, un cameo en la producción de Robert Altman California Split, film que le fue dedicado. Fue enterrada en el Cementerio Forest Lawn Memorial Park de Glendale (California).

## Filmografía destacada
- Confidentially Connie (1953)
- The Affairs of Dobie Gillis (1953)
- Carousel (1956)
- Cinderella (versión de 1965)